# 本蓮寺 (藤沢市)
本蓮寺（ほんれんじ）は、神奈川県藤沢市片瀬にある日蓮宗の寺院。山号は龍口山。龍口寺輪番八ヶ寺の一つ。旧本山は大本山本圀寺（六条門流）。潮師法縁。

## 歴史
推古天皇3年（595年）義玄が創建し、その後真言密教の寺院となったと伝わる。元暦元年（1184年）に、源頼朝が源立寿寺として再建したのち、文永8年（1271年）、日蓮が龍ノ口法難の後、休息をとったという伝承が残る。嘉元年間（1303年-1306年）頃、日秀が日蓮宗に改宗し現在に至る。慶安2年（1649年）には江戸幕府より朱印地7石を賜る。

## 山内
- 総門（大門） - 2008年（平成20年）再建。江戸時代は仁王門だった。
- 鎌倉殿駒繋松 - 現在の松は二代目で先代は1940年（昭和15年）12月に枝振りが大きく危険な為、切られた。
- 西行法師戻り松 - 2012年（平成24年）12月、大門脇に復興。
- 山門 - 1931年（昭和6年）再建。
- 本堂 - 1931年再建。
- 多宝塔 - 1989年（平成元年）建立。本堂裏稲荷山中腹にある。
- 宗尊親王歌碑 - 鎌倉幕府第六代将軍宗尊親王は、謀反の疑いで解任され帰京の途次当山に参籠、歌会で「帰り来て　又見ん事も　固瀬川　濁れる水の　すまぬ世なれば」と詠んだ[2]と伝えられている。その故事にちなみ境内に歌碑が建立された。

## その他
山門前に「写真撮影ご遠慮願います」旨立札あり。撮影する場合は、庫裏にその旨を申告することとなる。